# Марагоджип

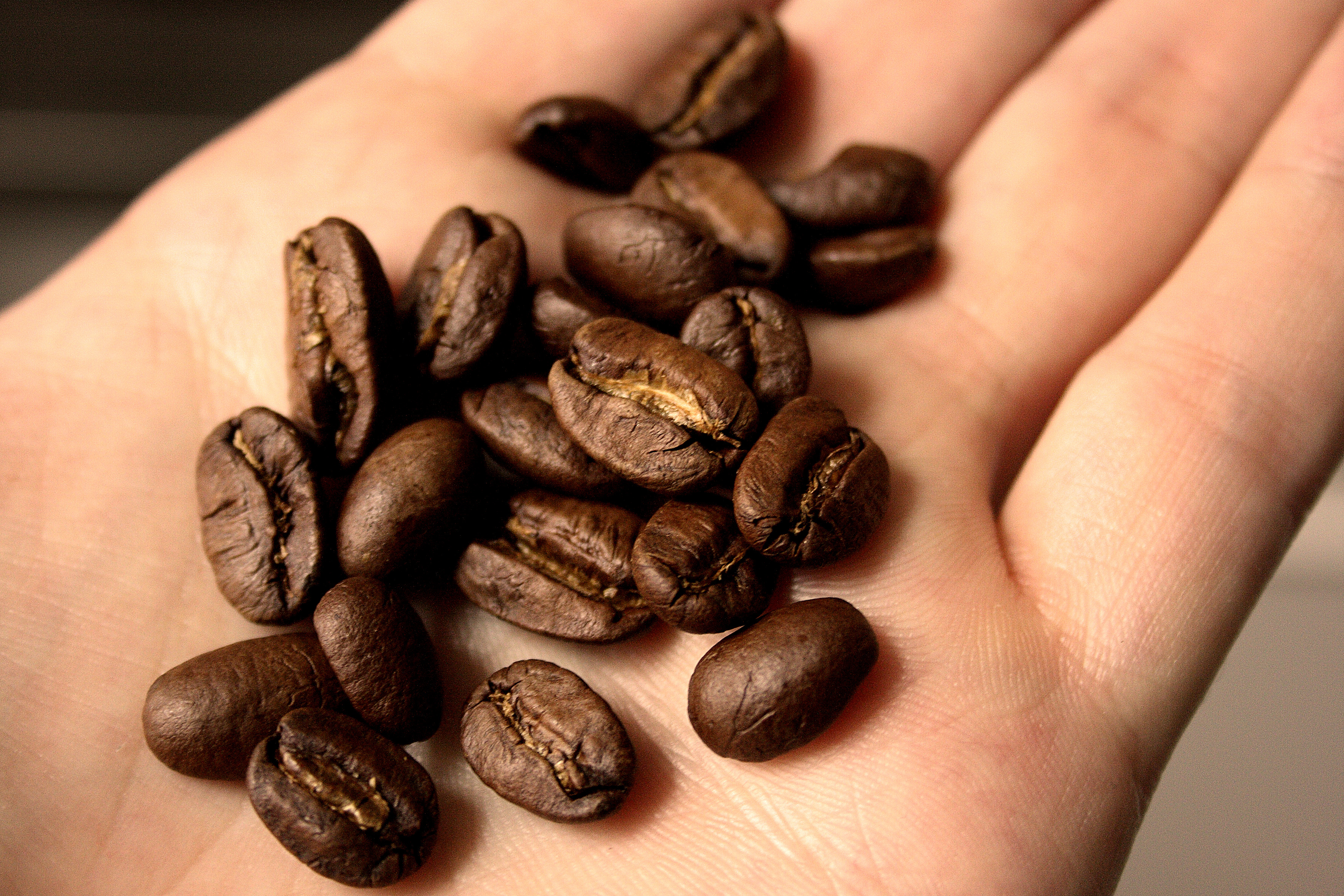
Зерна кави марагоджип із Нікарагуа

Марагоджип (англ. Maragogipe) – один із елітних різновидів кави сорту арабіка, відрізняється найбільшим розміром зерен, також відомий як «слонове зерно».   

## Походження
Вважається, що марагоджип є природною мутацією кави типіка (англ. Typica). Відкритий поблизу бразильського портового міста Марагоджип у 1870 році. За іншою версією вперше вирощений у 1876 році на бразильській аравійській кавовій плантації в Баїї, де він, ймовірно, виник через мутацію, і був названий на честь сусіднього міста Марагоджип.

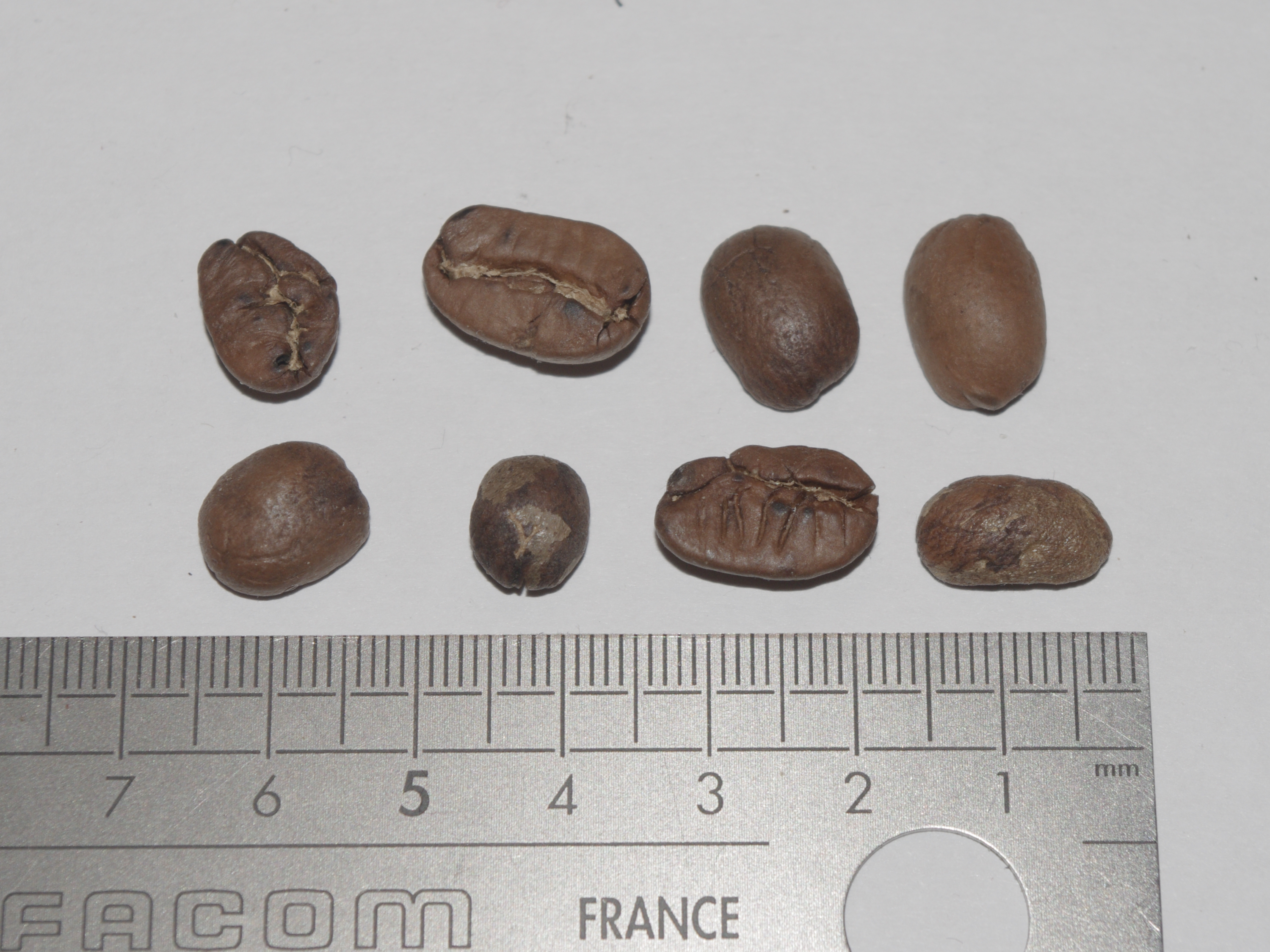
Розміри бобів марагоджип

Мутація призводить до того, що відстань між вузлами та листям рослини стає особливо великою, що зумовлено одним домінантним геном і дає можливість вирости більшому листю та кавовим бобам.   Його листя темніше і ширше, а квіти та плоди значно більші, ніж у інших видів арабіки. Висушені боби блакитно-сірого кольору. Типовою особливістю є подовжені зерна величезного розміру.  Тому кавове зерно марагоджип також відоме як «зерно слона»  — воно на 30-40% більше, ніж зерно інших різновидів арабіки. У смаженому вигляді боби можуть мати довжину від 16 до 24 міліметрів і ширину від 12 до 16 міліметрів.
Відповідно до іншої теорії, марагоджип зобов’язаний своїм розміром схрещуванню зерен арабіки та ліберики і є результатом серії експериментів, проведених спеціально для виведення більш стійких і високоврожайних сортів кави. Отриманий таким чином новий сорт має вдвічі більше клітин (чим і пояснюються його величезні розміри). Він має всі властивості зерен арабіки та ліберики. Це також пояснює особливий смак, який виникає через генетичний вміст ліберики в бобах.
Марагоджип є батьківським видом сортів пакамара (англ. Pacamara) та маракатура (англ. Maracaturra).

## Розповсюдження
Після розповсюдження у Бразилії, марагоджип почали вирощувати і в інших країнах Латинської Америки де, як правило, він приймає смакові характеристики ґрунту, куди його пересадили.
Сьогодні райони вирощування знаходяться в Гватемалі, Мексиці, Нікарагуа, Гондурасі, Сальвадорі, Бразилії та Республіці Конго. Французькі колонізатори висадили марагоджип на Тринідаді, Мартиніці та в Гваделупі.
Найякіснішими вважаються зерна, вирощені в районі Чіапаса, Мексика, та  Кобан у Гватемалі.
Найкращі результати врожаю досягаються на висоті від 400 м до 1200 м без тіні дерев.
Приблизно в 1900 році марагоджип був дуже популярний у Франції та при німецькому імператорському дворі, де використовували лише каву зі «слонових зерен». У 1920-х роках виробництво марагоджип досягло свого піку, але після Першої світової війни в Німеччині різко занепало: марагоджип вважали французькою кавою, і ніхто не хотів пити каву ворога.

## Смакові якості
Щодо смакових якостей марагоджипу думки розходяться. У 1928 році Вільям Укерс, один із відомих світових експертів у галузі кави, виявив, що вона має «дерев’яний і неприємний» смак.  У книзі «Все про каву», яка вперше була опублікована в 1922 році, він стверджує:

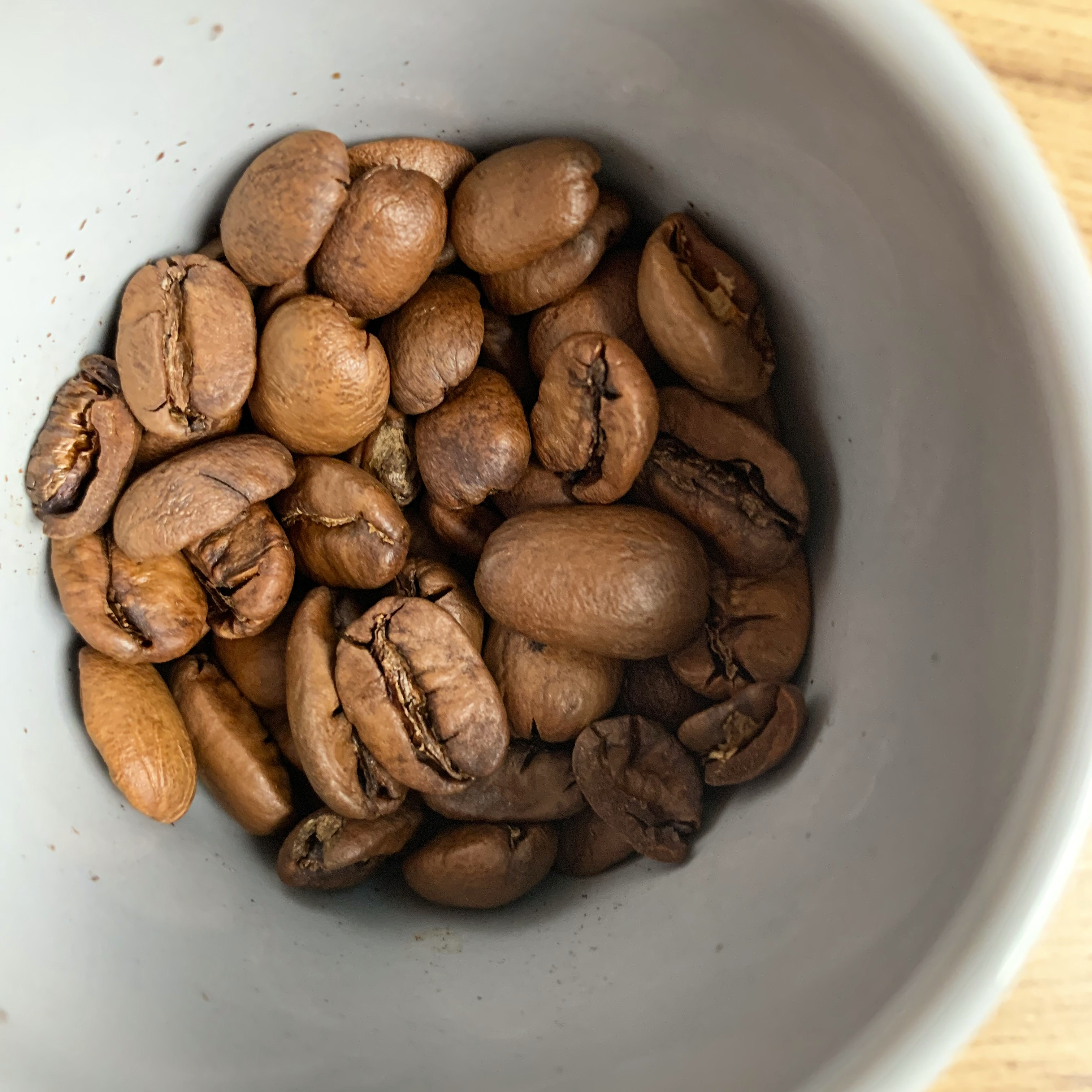
Зерна кави марагоджип

«Зелена квасоля величезного розміру, колір варіюється від зеленого до брудно-коричневого. Це найбільше з усіх кавових зерен... але воно дерев’янисте і взагалі неприємне в чашці».
Інші називали її найкращою кавою з усіх відомих і стверджували, що вона має важче тіло, ніж кава арабіка з того ж регіону.
Сучасна думка, полягає в тому, що марагоджипу властивий тонший із меншою кислинкою аромат, ніж у інших традиційних різновидів арабіки, вирощених в однакових умовах. Ця особливість в поєднанні з низькою продуктивністю збентежила фермерів під час пересадки марагоджипу, оскільки він має меншу врожайність, тому став досить рідкісною кавою, яку важко знайти.
Як і в будь-якому сорті, профіль смаку та сенсорні властивості є природним результатом теруару рослини. Це включає ґрунт, клімат, висоту над рівнем моря та регіон, у якому росте кава. Крім того, відіграють роль методи обробки після збору врожаю.
Смак і аромат кави безпосередньо залежить від погодних умов, в яких знаходилися дерева в процесі росту. Кожна партія зерен не схожа на попередню. Всі відтінки будуть різними. Якщо сезон був посушливим і неврожайним, на дереві виростає мало ягід з концентрованим вмістом масел. Напій з них виявиться більш терпким, глибоким, насиченим.
Однак багато професіоналів у галузі кави погоджуються, що завдяки найкращим сільськогосподарським практикам можна виробляти високоякісну каву марагоджип з бажаними характеристиками.

### Різновиди
У кожній країні виростає свій різновид кави маргоджип, не схожий на інші ні смаком, ні ароматом:
- Гватемала

Марагоджип Гватемала вважається елітним. Кава має багатий смак з яскравим тютюновим присмаком. Аромат дуже насичений. Напій виходить міцним з сильним смаком. Саме в Гватемалі виробляється найбільше зерен цього сорту.
- Мексика

Мексиканський марагоджип має легкий шоколадно-горіховий присмак, іноді з винним ароматом. Напій виходить гоструватим, з легкою кислинкою. Рівень міцності – середній.
- Бразилія

Баїя, Марагоджип, Бразилія

Тут вирощується висококислинна кава з легкими тонами горіхів і шоколаду. На смак напій виходить легким, приємним. Любителі міцної кави іноді вважають його недостатньо щільним і насиченим. Країна вважається батьківщиною сорту. Але зараз на її території виробляється набагато менше зерен, в порівнянні з іншими постачальниками цього різновиду арабіки. У зв'язку із нижчою врожайністю на сьогодні виробництво марагоджип у Бразилії обмежене невеликою кількістю ферм, оскільки фермери надають перевагу продуктивнішим сортам, таким, як мундо ново.
- Нікарагуа

Марагоджип Нікарагуа містить знижену кількість кофеїну, але напій виходить досить терпким і густим. Найкраще вживати його з молоком. Так можна трохи пом'якшити гіркий смак і не втратити кавові ноти. Іноді в сорті відчуваються легкі винні тони і суміш тропічних фруктів.
- Колумбія

Експерти в області кави легко визначають зерна з цієї країни. Вони славляться яскраво вираженими горіховими, квітковими і винними тонами. Після вживання напою залишається терпкий післясмак, який ні з чим не можна переплутати. Крім цього, в палітрі смаку присутні ванільні тони і відтінки топленого молока. Правильно приготований колумбійський марагоджип повинен бути зварений в турці, тому що виходить дуже міцним.
- Куба

Тут вирощується класична кава з легким ароматом какао. Напій виходить густим і міцним з легкою ноткою гіркоти.
- Коста-Рика

Таку каву люблять цінителі міцного, насиченого напою. Зерна мають яскраво-виражені тони цитрусових, груш і чорносливу.
- Сальвадор

Сальвадорський Марагоджип не дуже популярний серед кавоманів, але має цікавий смак. Щільний і міцний напій має відмінні підбадьорливі властивості. У ньому чітко відчуваються солодкі шоколадні ноти і яскравий присмак какао.

## Особливості приготування
Марагоджип потребує легкого ступеня обсмажування. Його не можна смажити дуже темно, найкраще підійде просмажка кольору кориці. Крім того, використання марагоджипу є проблематичним у сумішах з іншою кавою через його розмір: дрібніші зерна іншої кави спочатку сповзають у м’ясорубці, тоді як великі боби марагоджипу залишаються нагорі – це змінює співвідношення змішування.
Марагоджип має м'який смак із низьким вмістом кислоти, який, отже, ніжніший для шлунку, тому популярний серед тих, хто п’є каву з пресом або фільтром, і рідше зустрічається в смаженому еспресо.